# Lenguas de Espíritu Santo oriental
Las lenguas de Santo Oriental son un grupo de lenguas oceánicas meridionales habladas en la parte oriental de Isla Espíritu Santo, principal isla del archipiélago de Vanuatu. Este grupo de lenguas está formado por cinco lenguas diferentes.

## Clasificación
- Idioma sakao
- Lenguas meridionales de Espíritu Santo oriental
  - Idioma butmas-tur
  - Idioma lorediakarkar
  - Idioma polonombauk
  - Idioma de bahía Tiburón

## Comparación léxica
Los numerales del 1 al 10 en diferentes ramas de lenguas de Espíritu Santo oriental son:
| GLOSA | Sakao     | Miri (Butmas-Tur) | PROTO- SANTO |
| ----- | --------- | ----------------- | ------------ |
| 1     | te tkyn   | fetei             | *tei         |
| 2     | ru        | furu              | *-ru         |
| 3     | ðœl       | futol             | *-tol        |
| 4     | iɛð       | fɑfɑt             | *-ɸɛt~*-ɸat  |
| 5     | løn       | limɾɑf            | *lim-        |
| 6     | lønara    | limrɑf            | *5+1         |
| 7     | lønɛrɛru  | ɾɑfro             | *5+2         |
| 8     | lønɛrɛðœl | ɾɑftol            | *5+3         |
| 9     | lønɛrɛpɛð | ɾɑpɑt             | *5+4         |
| 10    | mœɣœlte   | sɑŋful            | *saŋɸul      |